# Bright Club

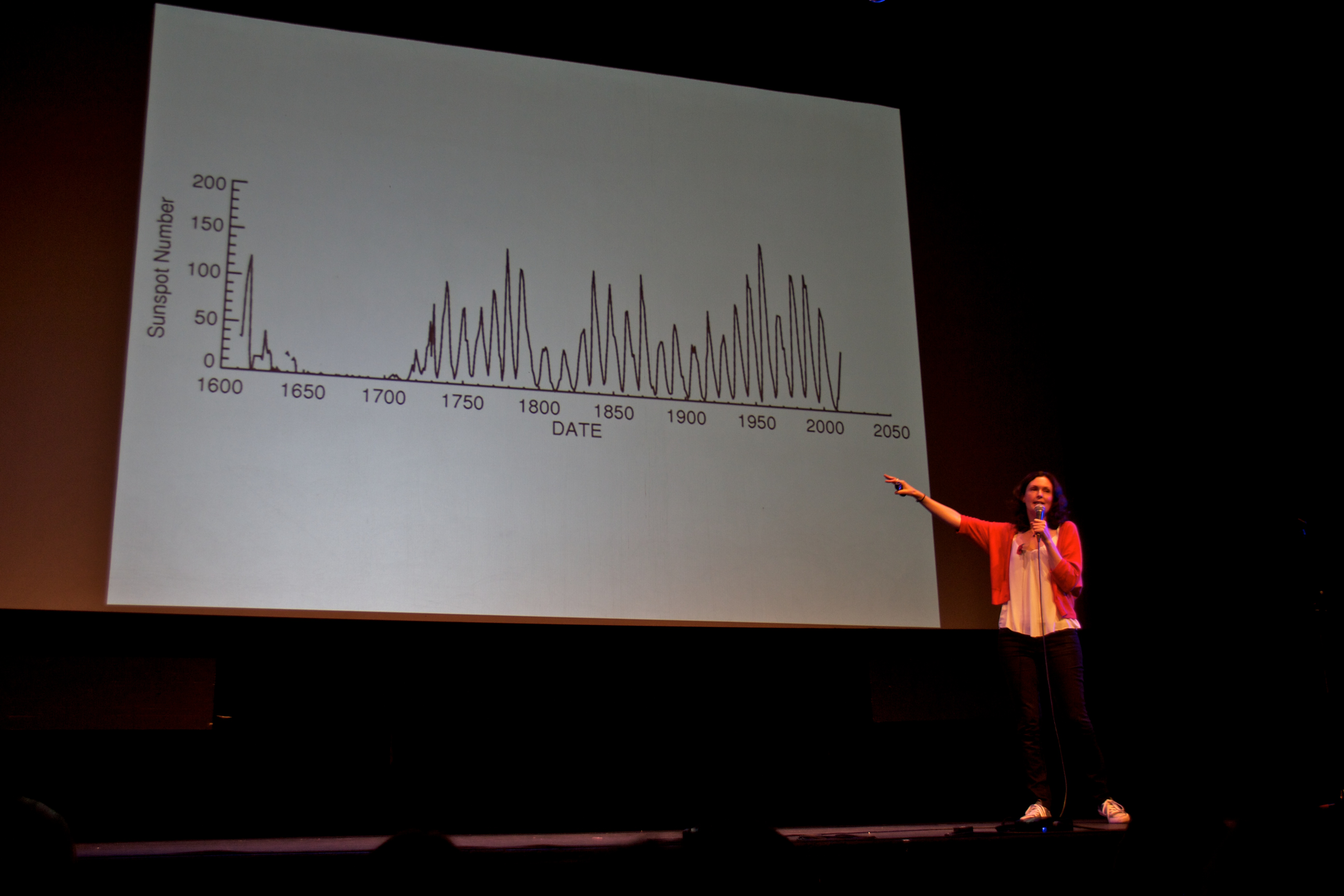
Lucie Green hablando en Bright Club London en noviembre de 2011

Bright Club es una colección de eventos del tipo club de comedia en el Reino Unido, Irlanda y Australia que promueven el compromiso público por parte de científicos, académicos y otros con conocimientos especializados.  Ha sido descrito por The Guardian como "la noche de comedia 'de una' persona pensante ', y por el londinense como" donde lo divertido se encuentra con el cerebro ".

## Formato
Cada evento tiene varios oradores, normalmente investigadores universitarios, cada uno de los cuales ofrece una charla breve y divertida relacionada con su área de conocimiento y un tema para la noche.  Hay un maestro de ceremonias , y usualmente los músicos tocan una composición a mitad y al final de la noche.

## Desarrollo
Bright Club comenzó en el University College London como una creación de Steve Cross y Miriam Miller.  El primer evento se celebró en mayo de 2009 y ahora se celebra un Bright Club en Londres una vez al mes.  Bright Club Manchester realizó su primer evento en mayo de 2010 y ahora organiza eventos cada pocos meses.  Bright Club Wales celebró su primer evento, en Cardiff, en noviembre de 2010.
El Center for Life en Newcastle upon Tyne lanzó su primer Bright Club en julio de 2011, organizado por su comediante en residencia, Helen Keen .  Dos más se llevaron a cabo durante 2011 y los eventos continuarán hasta 2012.
Bright Club Edinburgh se lanzó durante el Festival de Edimburgo con un espectáculo en el escenario de la BBC @Potterrow el 24 de agosto de 2011 luego de un concierto previo el 26 de julio.  Espectáculos regulares tienen lugar en el Stand Comedy Club. 
Bright Club Glasgow se lanzó el 17 de noviembre de 2011 en The Admiral Bar.  En 2012, Bright Club participó en el Festival Internacional de Comedia de Glasgow y también se incluyeron espectáculos en el programa del Festival de Ciencia de Glasgow .  Los espectáculos regulares tienen lugar en el Stand Comedy Club .
Ha habido un Bright Club de una sola vez en Brighton y un pequeño número de Bright Clubs de 500 asientos en el Teatro Bloomsbury .
Steve Cross ganó el premio Joshua Phillips a la innovación en la participación científica en una ceremonia en el Festival de la Ciencia de Manchester en octubre de 2010.
Bright Club Bristol comenzó en septiembre de 2011 y opera trimestralmente.  Es producido por el equipo de Sounds of Science que creó Geek Pop . 
Bright Clubs también se han celebrado en Australia.  Los eventos de Bright Club se llevaron a cabo en Sídney en enero de 2012 como parte del Festival de Sídney de 2012 y Bright Club Melbourne comenzó en abril de 2013.  El primer evento Bright Club Melbourne fue parte del Festival Internacional de Comedia de Melbourne y tuvo lugar en el Instituto Howard Florey .
Bright Club Oxford comenzó en octubre de 2013, y se ejecuta tres veces al año en el pub Jericho Tavern . 
Bright Club St Andrews comenzó en febrero de 2014, ejecutándose cada dos meses durante el período universitario. 
Bright Club Dublin comenzó en febrero de 2015, con espectáculos bimestrales en Whelan's.  También se han realizado shows únicos en Athlone y Cork. 
Bright Club Galway comenzó en abril de 2016, con espectáculos que se ejecutan cada dos meses en el Róisín Dubh.
El Manchester Bright Club tiene como miembros a Jen Gupta y al propio Yaris678 de la Wikipedia inglesa.  La diversión es causada por referencias a "travestido" y "ano".